# Vioolconcert (Enna)
De Deense componist August Enna voltooide zijn Vioolconcert in D majeur in 1897. Het bleef zijn enige vioolconcert en ook het enige werk binnen het genre concerto.
Het werk kende een goede start met een première in 1897 door violist Frederik Hilmer, begeleid door Det Kongelige Kapel onder leiding van de componist. Er zijn nog uitvoeringen bekend in Duitsland, maar het verdween daarna op de plank. Enna zou vooral als operacomponist door het leven gaan. Het werk is geschreven in de traditionele opbouw snel-langzaam-snel:
1. (Allegro) Moderato
2. Andante
3. Allegro scherzando

Bij de uitgave van de opname uit 2011 vergeleek men de muziek van dit werk, met dat van zijn leraren Johan Svendsen en P.E. Lange-Müller, daar waar zijn opera's invloeden kenden van Richard Wagner. Tevens vond men met name deel 2 een soort muzikaal zelfportret van de componist. Enna citeerde uit I Pagliacci van Ruggero Leoncavallo. Enna zette zichzelf neer als een droeve clown die zich vrolijk voordoet. Ook vond men daarin de afstamming van Enna terug; een noordse Deen van Italiaanse komaf, al sprak de uitgave van de opname uit 1966 dat eerste juist tegen.
Het werk is opgedragen aan de violiste Ragnhild Bojesen. Het exemplaar te zien op International Music Score Library Project laat de naam van violist Henri Marteau (In freundlicher Erinnerung) zien.